# Frank Baron
Franklyn Andrew Merrifield Baron (ur. 19 stycznia 1923 r. w Portsmouth, zm. 9 kwietnia 2016 r. w Roseau) – dominicki polityk, biznesmen i wydawca. Pierwszy w historii szef (chief minister) dominickiego rządu.

## Życiorys

### Wczesne lata
Ukończył szkołę średnią w Roseau. W 1939 roku zaczął pracę jako zarządca w przedsiębiorstwie handlowym swojego ojca, a w 1945 roku został jego wspólnikiem. Krótko po II wojnie światowej trudnił się eksportem bananów.

### Kariera polityczna
W latach czterdziestych udało mu się dostać do rady miejskiej Roseau – stolicy Dominiki. W 1951 roku bez powodzenia ubiegał się o miejsce w samorządzie Portsmouth. Od 1954 roku zasiadał we władzach centralnych Dominiki. W 1957 roku objął urząd ministra handlu i produkcji. Rok później założył Dominicką Zjednoczoną Partię Ludową (Dominica United Peoples Party), która sformowała rząd. Za jego kadencji rozpoczęły się takie inwestycje, jak port lotniczy Melville Hall czy rozbudowa sieci dróg we wschodniej części kraju. W imieniu Dominiki negocjował powstanie Federacji Indii Zachodnich, a także likwidację brytyjskich i amerykańskich baz wojskowych na jej terenie.
W 1960 roku Frank Baron został w wyniku reformy konstytucyjnej mianowany pierwszym w historii szefem rządu, a także ministrem finansów. Po porażce w wyborach utracił to stanowisko. Po kolejnej przegranej w roku 1966 wycofał się z polityki. Poświęcił się biznesowi oraz dyplomacji. Pełnił m.in. urząd wysokiego komisarza Dominiki w Wielkiej Brytanii oraz ambasadora przy ONZ.
Pozostał aktywny publicznie do ostatnich lat życia. Działał jako członek Rotary. Był właścicielem gazety The Chronicle. W 2005 roku odebrał nagrodę honorową rządu Dominiki. W 2009 roku skrytykował urzędującego premiera Roosevelta Skerrita w związku z zarzutami korupcyjnymi.

### Śmierć
Zmarł w szpitalu w Roseau. Po jego śmierci na Dominice ogłoszono trzydniową żałobę narodową.

### Życie osobiste
Frank Baron jest ojcem dwojga dominickich polityków. Jego córka, Francine Baron, pełniła między innymi urząd ministra spraw zagranicznych, a jego syn Frederick Baron przez pięć lat sprawował mandat parlamentarzysty. Jego pozostałe dzieci to Royette, Frances, Edward, Annie, Dave. Był żonaty z Sybil Baron.
Przez wiele lat przyjaźnił się z Eugenią Charles, premier Dominiki w latach osiemdziesiątych. W jej administracji zajmował wpływową pozycję.